# فردریکسورک
فردریکسورک (به لاتین: Frederiksværk) یک منطقهٔ مسکونی در دانمارک است که در هلسنس، کمون دانمارک واقع شده‌است. فردریکسورک ۸٫۲۵ کیلومتر مربع مساحت و ۱۲٬۶۹۴ نفر جمعیت دارد.